# Sjösalapriset
Sjösalapriset är ett konstnärligt pris på 25 000 kronor som har instiftats av Stiftelsen Evert Taubes Minnesfond.
Priset delas ut årligen till en konstnär inom prosans, poesins, musikens och bildkonstens områden.

## Pristagare
- 1977 - Staffan Percy
- 1978 - Gösta Werner
- 1979 - Per Kallstenius
- 1980 - Christer Svantesson
- 1981 - Jan Lindblad
- 1982 - Banjo-Lasse
- 1983 - Erna Tauro
- 1984 - Marianne Greenwood
- 1985 - Leif Bergman
- 1986 - Ulf Björlin
- 1987 - Thomas Funk
- 1988 - Robert Broberg
- 1989 - Nils Thedin
- 1990 - Alf Hambe och Rune Andréasson
- 1991 - Ingen utdelning
- 1992 - Axel Falk
- 1993 - Claes Hylinger
- 1994 - Alf Cranner
- 1995 - Mikael Samuelson
- 1996 - Ingen utdelning
- 1997 - Ingen utdelning
- 1998 - Mikael Wiehe
- 1999 - Git Magnusson och Bosse Stenhammar
- 2000 - Ingen utdelning
- 2001 - Lill Lindfors
- 2002 - Carl Axel och Monica Dominique
- 2003 - Edvard Matz
- 2004 - Ilon Wikland
- 2005 - Jan Malmsjö
- 2006 - Peder Svan
- 2007 - Pia Schmidt de Graaf
- 2008 - Margareta och Bo Strömstedt
- 2009 - Peter Harryson
- 2010 - Björn Larsson
- 2011 - Keith Deling
- 2012 - Peter Carlsson
- 2013 - Håkan Hellström
- 2014 - Lasse Berghagen
- 2015 - Anders Hanser
- 2016 - Siw Malmkvist
- 2017 - Peter Nordahl
- 2018 - Mikaela Taube
- 2019 - Lisa Ekdahl
- 2020 - Inställt
- 2021 - Ingela Pling Forsman
- 2022 – Segelsällskapet Fram i Göteborg
- 2023 – ?
- 2024 – Skärgårdsmuseet, Värmdö[3]